# Schlachthof (Biel)
Der ehemalige Schlachthof ist ein  Gebäudeensemble in Biel (französisch Bienne) im Kanton Bern. Der städtische Schlachthof wurde von 1877 bis 1992 betrieben. Areal und Gebäude werden von Gewerbebetrieben sowie einem Kulturzentrum genutzt und es bestehen Pläne Letzteres auszubauen.

## Lage
Das 8'000 Quadratmeter grosse Areal des Schlachthofs liegt im Quartier Neustadt Süd (Nouvelle ville sud) südlich der Schüss zwischen der Salzhausstrasse im Nordwesten und der Murtenstrasse im Osten. Die  denkmalgeschützten, ehemaligen Verwaltungsgebäude und Montagehallen der General Motors schliessen sich direkt westlich an, der Bieler Bahnhof liegt im Nordwesten.

## Geschichte
Der Schlachthof wurde am 1. Juli 1877 in Betrieb genommen. Die Pläne hatte der Architekt Friedrich von Rütte entworfen. Nach längerer Vorgeschichte hatte die Gemeindeversammlung am 22. Dezember 1873 den Kredit für den Ankauf eines Grundstücks nahe der Sandbrücke bewilligt. Weitere Kredite dienten der Finanzierung von Aus- und Umbauten sowie der Vergrösserung des Betriebs. So wurde mit dem Ausbau von 1894 auch das Kühlhaus von der Kühlhaus- und Eiserzeugungssgesellschaft Steiner, Peter & Cie. angekauft. Im Jahr 1916 erfolgte die Erstellung einer Fleischkühlhalle, einer Verwalterwohnung und neuer Stallungen.
Die Schlachthausstrasse wurde 1936 in Murtenstrasse umbenannt.
Wegen erhöhten Unterstützungsbedarfs sowie anstehender grösserer Investitionen beantragte der Gemeinderat im Dezember 1989 beim Stadtrat die Schliessung des Betriebs. Der Stadtrat beschloss am 26. April 1990 die Aufhebung des städtischen Schlachthofs. Der Schlachtbetrieb wurde am 27. Oktober 1992 eingestellt.

## Belege
1. 1 2  schlachthof-kulturzentrum.ch: Geschichte. Abgerufen am 23. Juni 2023.
2. 1 2  Schlachthaus.  In: Werner und Marcus Bourquin: Biel. Stadtgeschichtliches Lexikon. Biel 1999, S. 363–364.
3. ↑  Schlachthausstrasse.  In: Werner und Marcus Bourquin: Biel. Stadtgeschichtliches Lexikon. Biel 1999, S. 364.

Koordinaten: 47° 7′ 49,4″ N, 7° 14′ 44,1″ O; CH1903: 585353 / 219952